# حازم سليمان عمر
حازم محمد سليمان عمر هو رئيس حزب الشعب الجمهوري، وعضو بمجلس الشيوخ ضمن 100 عضوا عيّنهم الرئيس عبد الفتاح السيسي في ديسمبر 2020. وبعيدًا عن الحياة السياسية، يشغل حازم عمر منصب رئيس مجلس إدارة والعضو المنتدب شركة فيال مورا للتنمية السياحية.

## عضوية مجلس الشيوخ
داخل مجلس الشيوخ، يشغل الدكتور حازم عمر منصب رئيس لجنة الشئون الخارجية، والتي تختص بمناقشة ملفات مهمة من بينها معاهدات الصلح والتحالف وجميع المعاهدات التى تتعلق بحقوق السيادة وغيرها من الاتفاقات والمعاهدات الدولية التى تحال إليها، بالاشتراك مع اللجنة أو اللجان المختصة ودراسة الموقف الدولى وتطورات السياسة الدولية والسياسة الخارجية للدولة وشئون جامعة الدول العربية ومنظماتها و الاتحاد الإفريقي و المؤتمرات الدولية.
إضافة إلى اختصاصات أخرى تتعلق بالعلاقات الدولية والتشريعات المنظمة للسلكين الدبلوماسي والقنصلي وشئون المصريين المقيمين في الخارج وغير ذلك من المسائل الداخلة في اختصاص الوزارات والأجهزة المختصة بالشئون الخارجية، وشئون الهجرة والمصريين في الخارج.

## الانتخابات الرئاسية 2024
اعتمدت الأمانة العامة لحزب الشعب الجمهوري بتاريخ 5 يوليو 2023 نتيجة اقتراع قيادات الحزب البرلمانية بأغلبية الأصوات بالموافقة على الدفع بمرشح من الحزب للمنافسة في الانتخابات الرئاسية وتفويض الهيئة العليا في اختيار المرشح.
وكلف حزب الشعب الجمهوري في 8 يوليو 2023 حازم محمد سليمان عمر، رئيس الحزب ورئيس لجنة الشئون الخارجية والعربية والافريقية بمجلس الشيوخ، بالترشح لمنصب رئيس الجمهورية في الانتخابات الرئاسية التعددية الخامسة لجمهورية مصر العربية، مرشحا حصريا عن حزب الشعب الجمهوري.